# Esibizioni dal vivo dei BTS

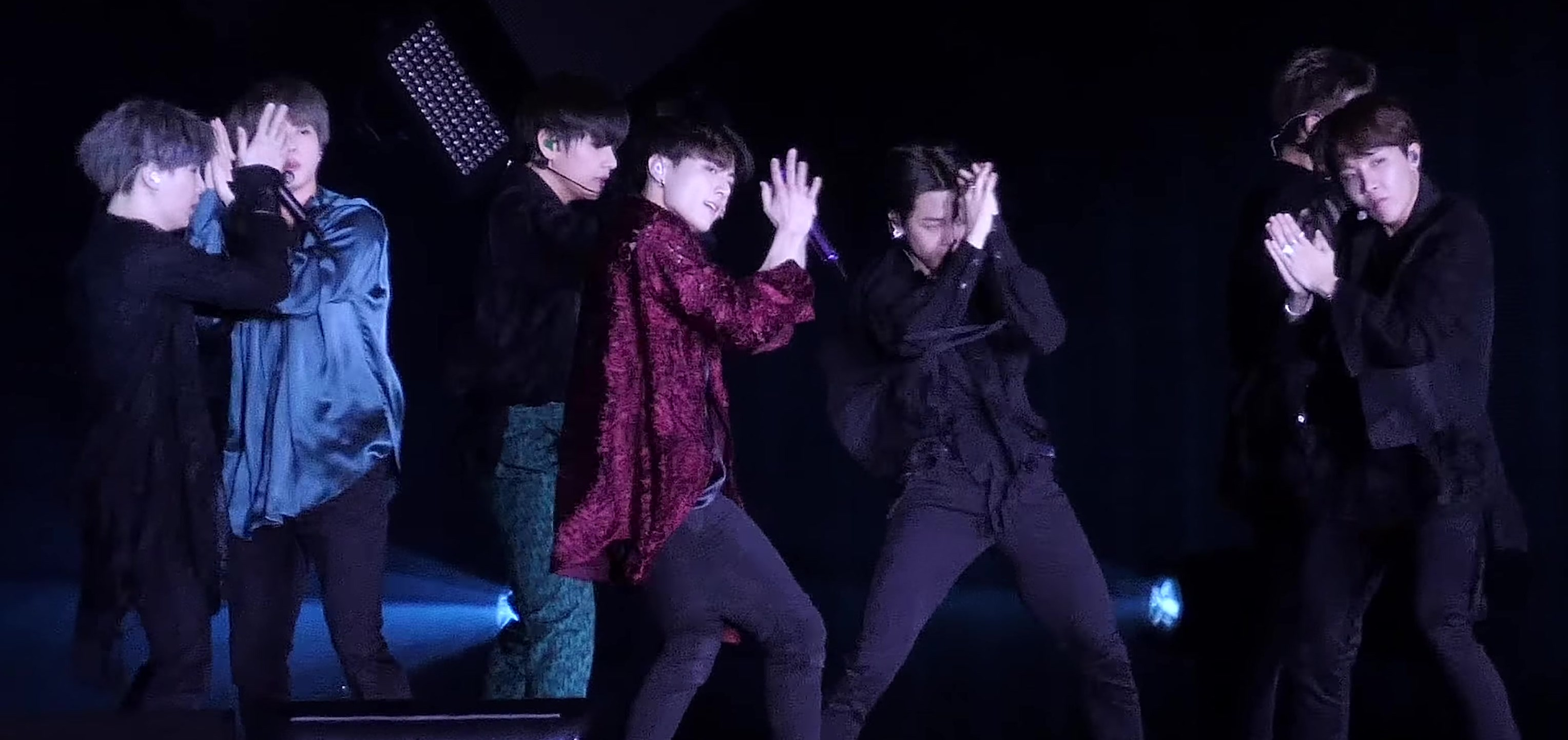
I BTS si esibiscono durante il Love Yourself: Speak Yourself World Tour nel 2019.

Le esibizioni dal vivo dei BTS, gruppo musicale sudcoreano, comprendono 6 tournée, 18 concerti, 8 showcase, 25 tour e concerti collettivi, oltre ad apparizioni multiple a cerimonie di premiazione ed eventi speciali. La seguente lista non include le esibizioni durante i programmi televisivi e ad eventi minori.

## Tournée
| Titolo                                          | Inizio           | Fine             | Spettacoli | Presenze  | Note              |
| ----------------------------------------------- | ---------------- | ---------------- | ---------- | --------- | ----------------- |
| The Red Bullet Tour                             | 17 ottobre 2014  | 29 agosto 2015   | 22         | 80 000    | [ 1 ]             |
| Wake Up: Open Your Eyes Japan Tour              | 10 febbraio 2015 | 19 febbraio 2015 | 6          | 25 000    | [ 2 ]             |
| The Most Beautiful Moment in Life On Stage Tour | 27 novembre 2015 | 14 agosto 2016   | 22         | 182 500+  | [ 3 ] [ 4 ] [ 5 ] |
| The Wings Tour                                  | 18 febbraio 2017 | 10 dicembre 2017 | 40         | 550 000   | [ 6 ]             |
| Love Yourself World Tour                        | 25 agosto 2018   | 29 ottobre 2019  | 62         | 2 019 800 | [ 7 ]             |
| Permission to Dance On Stage                    | 24 ottobre 2021  | 16 aprile 2022   | 12         | N.D.      | [ 8 ]             |

## Concerti
| Data             | Titolo                                                       | Città          | Paese         | Luogo                            | Presenze  | Note          |
| ---------------- | ------------------------------------------------------------ | -------------- | ------------- | -------------------------------- | --------- | ------------- |
| 28 marzo 2014    | BTS Global Official Fanclub ARMY 1st Muster                  | Seul           | Corea del Sud | Olympic Hall                     | 3 000     | [ 9 ]         |
| 31 maggio 2014   | Japan Official Fan Meeting Vol.1                             | Tokyo          | Giappone      | Tokyo Dome City Hall             | 5 000     | [ 10 ]        |
| 14 luglio 2014   | BTS 2014 <Show & Prove Concert>                              | West Hollywood | Stati Uniti   | Troubadour                       | 200       | [ 11 ]        |
| 27 luglio 2014   | 2014 BTS' 1st Fan Meeting in Europe & South America <RWeL8?> | Berlino        | Germania      | Huxleys Neue Welt                | N.D.      | [ 12 ]        |
| 29 luglio 2014   | 2014 BTS' 1st Fan Meeting in Europe & South America <RWeL8?> | Stoccolma      | Svezia        | Fryshuset (Lilla arenan)         | N.D.      | [ 12 ]        |
| 1 agosto 2014    | 2014 BTS' 1st Fan Meeting in Europe & South America <RWeL8?> | San Paolo      | Brasile       | Via Marquês                      | N.D.      | [ 12 ]        |
| 28 marzo 2015    | 2015 BTS Live Trilogy Episode I: BTS Begins                  | Seul           | Corea del Sud | Olympic Hall                     | 6 500     | [ 13 ]        |
| 29 marzo 2015    | 2015 BTS Live Trilogy Episode I: BTS Begins                  | Seul           | Corea del Sud | Olympic Hall                     | 6 500     | [ 13 ]        |
| 13 agosto 2015   | Japan Official Fan Meeting Vol. 2 –Undercover Mission–       | Tokyo          | Giappone      | Tokyo International Forum Hall A | 18 000    | [ 14 ]        |
| 14 agosto 2015   | Japan Official Fan Meeting Vol. 2 –Undercover Mission–       | Tokyo          | Giappone      | Tokyo International Forum Hall A | 18 000    | [ 14 ]        |
| 18 agosto 2015   | Japan Official Fan Meeting Vol. 2 –Undercover Mission–       | Osaka          | Giappone      | Festival Hall                    | 18 000    | [ 14 ]        |
| 19 agosto 2015   | Japan Official Fan Meeting Vol. 2 –Undercover Mission–       | Osaka          | Giappone      | Festival Hall                    | 18 000    | [ 14 ]        |
| 20 agosto 2015   | Japan Official Fan Meeting Vol. 2 –Undercover Mission–       | Osaka          | Giappone      | Festival Hall                    | 18 000    | [ 14 ]        |
| 29 ottobre 2015  | Halloween Party with BTS                                     | Seul           | Corea del Sud | N.D.                             | N.D.      | [ 15 ]        |
| 24 gennaio 2016  | BTS 2nd Muster Zip Code:22920                                | Seul           | Corea del Sud | Hwajung Gymnasium                | 9 000     | [ 16 ]        |
| 9 novembre 2016  | Japan Official Fanmeeting Vol. 3 ~Reaching You~              | Fukuoka        | Giappone      | Marine Messe Fukuoka             | 70 000    | [ 17 ]        |
| 12 novembre 2016 | BTS 3rd Muster ARMY.ZIP+                                     | Seul           | Corea del Sud | Gocheok Sky Dome                 | 38 000    | [ 18 ]        |
| 13 novembre 2016 | BTS 3rd Muster ARMY.ZIP+                                     | Seul           | Corea del Sud | Gocheok Sky Dome                 | 38 000    | [ 18 ]        |
| 28 novembre 2016 | Japan Official Fanmeeting Vol. 3 ~Reaching You~              | Tokyo          | Giappone      | Yoyogi National Gymnasium        | 70 000    | [ 17 ]        |
| 29 novembre 2016 | Japan Official Fanmeeting Vol. 3 ~Reaching You~              | Tokyo          | Giappone      | Yoyogi National Gymnasium        | 70 000    | [ 17 ]        |
| 30 novembre 2016 | Japan Official Fanmeeting Vol. 3 ~Reaching You~              | Tokyo          | Giappone      | Yoyogi National Gymnasium        | 70 000    | [ 17 ]        |
| 6 dicembre 2016  | Japan Official Fanmeeting Vol. 3 ~Reaching You~              | Nagoya         | Giappone      | Nippon Gaishi Hall               | 70 000    | [ 17 ]        |
| 7 dicembre 2016  | Japan Official Fanmeeting Vol. 3 ~Reaching You~              | Nagoya         | Giappone      | Nippon Gaishi Hall               | 70 000    | [ 17 ]        |
| 14 dicembre 2016 | Japan Official Fanmeeting Vol. 3 ~Reaching You~              | Osaka          | Giappone      | Osaka-jō Hall                    | 70 000    | [ 17 ]        |
| 15 dicembre 2016 | Japan Official Fanmeeting Vol. 3 ~Reaching You~              | Osaka          | Giappone      | Osaka-jō Hall                    | 70 000    | [ 17 ]        |
| 13 gennaio 2018  | BTS 4th Muster Happy Ever After                              | Seul           | Corea del Sud | Gocheok Sky Dome                 | 40 000    | [ 19 ]        |
| 14 gennaio 2018  | BTS 4th Muster Happy Ever After                              | Seul           | Corea del Sud | Gocheok Sky Dome                 | 40 000    | [ 19 ]        |
| 18 aprile 2018   | Japan Official Fanmeeting Vol. 4 ~Happy Ever After~          | Yokohama       | Giappone      | Yokohama Arena                   | 90 000    | [ 20 ]        |
| 19 aprile 2018   | Japan Official Fanmeeting Vol. 4 ~Happy Ever After~          | Yokohama       | Giappone      | Yokohama Arena                   | 90 000    | [ 20 ]        |
| 20 aprile 2018   | Japan Official Fanmeeting Vol. 4 ~Happy Ever After~          | Yokohama       | Giappone      | Yokohama Arena                   | 90 000    | [ 20 ]        |
| 21 aprile 2018   | Japan Official Fanmeeting Vol. 4 ~Happy Ever After~          | Yokohama       | Giappone      | Yokohama Arena                   | 90 000    | [ 20 ]        |
| 23 aprile 2018   | Japan Official Fanmeeting Vol. 4 ~Happy Ever After~          | Osaka          | Giappone      | Osaka-jō Hall                    | 90 000    | [ 20 ]        |
| 24 aprile 2018   | Japan Official Fanmeeting Vol. 4 ~Happy Ever After~          | Osaka          | Giappone      | Osaka-jō Hall                    | 90 000    | [ 20 ]        |
| 15 giugno 2019   | BTS 5th Muster Magic Shop                                    | Pusan          | Corea del Sud | Busan Auxiliary Stadium          | 44 000    | [ 22 ]        |
| 16 giugno 2019   | BTS 5th Muster Magic Shop                                    | Pusan          | Corea del Sud | Busan Auxiliary Stadium          | 44 000    | [ 22 ]        |
| 22 giugno 2019   | BTS 5th Muster Magic Shop                                    | Seul           | Corea del Sud | Olympic Gymnastics Arena         | 25 000    | [ 23 ]        |
| 23 giugno 2019   | BTS 5th Muster Magic Shop                                    | Seul           | Corea del Sud | Olympic Gymnastics Arena         | 25 000    | [ 23 ]        |
| 23 novembre 2019 | Japan Official Fanmeeting Vol. 5 ~Magic Shop~                | Chiba          | Giappone      | Chiba Marine Stadium             | 150 000   | [ 24 ]        |
| 24 novembre 2019 | Japan Official Fanmeeting Vol. 5 ~Magic Shop~                | Chiba          | Giappone      | Chiba Marine Stadium             | 150 000   | [ 24 ]        |
| 14 dicembre 2019 | Japan Official Fanmeeting Vol. 5 ~Magic Shop~                | Osaka          | Giappone      | Kyocera Dome                     | 150 000   | [ 24 ]        |
| 15 dicembre 2019 | Japan Official Fanmeeting Vol. 5 ~Magic Shop~                | Osaka          | Giappone      | Kyocera Dome                     | 150 000   | [ 24 ]        |
| 14 giugno 2020   | Bang Bang Con: The Live                                      | Incheon        | Corea del Sud | Paradise City                    | 756 600   | [ 25 ]        |
| 10 ottobre 2020  | Map of the Soul On:E                                         | Seul           | Corea del Sud | Olympic Gymnastics Arena         | 993 000   | [ 26 ] [ 27 ] |
| 11 ottobre 2020  | Map of the Soul On:E                                         | Seul           | Corea del Sud | Olympic Gymnastics Arena         | 993 000   | [ 26 ] [ 27 ] |
| 13 giugno 2021   | BTS 2021 Muster Sowoozoo                                     | Seul           | Corea del Sud | Stadio olimpico                  | 1 330 000 | [ 28 ] [ 29 ] |
| 14 giugno 2021   | BTS 2021 Muster Sowoozoo                                     | Seul           | Corea del Sud | Stadio olimpico                  | 1 330 000 | [ 28 ] [ 29 ] |
| 15 ottobre 2022  | Yet to Come in Busan                                         | Pusan          | Corea del Sud | Busan Asiad Stadium              | N.D.      | [ 30 ]        |

## Showcase
| Data              | Titolo                                             | Città    | Paese         | Luogo                          | Presenze | Note   |
| ----------------- | -------------------------------------------------- | -------- | ------------- | ------------------------------ | -------- | ------ |
| 12 giugno 2013    | Single Album 2 Cool 4 Skool Debut Showcase         | Seul     | Corea del Sud | Ilchi Art Hall                 | 400      | [ 31 ] |
| 7 dicembre 2013   | 1st Japan Showcase                                 | Tokyo    | Giappone      | Tsutaya O-West                 | N.D.     | [ 32 ] |
| 6 gennaio 2014    | 1st Japan Showcase - Next Stage                    | Tokyo    | Giappone      | Zepp Tokyo                     | 6 500    | [ 33 ] |
| 7 gennaio 2014    | 1st Japan Showcase - Next Stage                    | Osaka    | Giappone      | Namba Hatch                    | 6 500    | [ 33 ] |
| 11 febbraio 2014  | 2nd Mini Album Skool Luv Affair Showcase           | Seul     | Corea del Sud | Lotte Card Art Center          | N.D.     | [ 34 ] |
| 19 agosto 2014    | 1st Studio Album Dark&Wild Showcase                | Seul     | Corea del Sud | Blue Square Samseong Card Hall | 1 000    | [ 35 ] |
| 21 settembre 2017 | DNA Comeback Showcase                              | Seul     | Corea del Sud | CJ E&M Center                  | N.D.     | [ 36 ] |
| 18 luglio 2020    | Map of the Soul: 7 ~ The Journey ~ Online Showcase | Gyeonggi | Corea del Sud | N.D.                           | N.D.     | [ 37 ] |
| 22 giugno 2021    | BTS, the Best special online showcase              | N.D.     | Corea del Sud | N.D.                           | N.D.     | [ 38 ] |

## Tour e concerti collettivi
| Data              | Evento                                       | Città             | Paese               | Luogo                                  | Note   |
| ----------------- | -------------------------------------------- | ----------------- | ------------------- | -------------------------------------- | ------ |
| 10 agosto 2014    | Kcon 2014                                    | Los Angeles       | Stati Uniti         | Los Angeles Memorial Sports Arena      | [ 39 ] |
| 30 ottobre 2014   | Music Bank World Tour                        | Città del Messico | Messico             | Mexico City Arena                      | [ 40 ] |
| 23 maggio 2015    | Dream Concert                                | Seul              | Corea del Sud       | Seoul World Cup Stadium                | [ 41 ] |
| 15 agosto 2015    | Summer Sonic Festival                        | Osaka             | Giappone            | Sonic Stage                            | [ 42 ] |
| 16 agosto 2015    | Summer Sonic Festival                        | Chiba             | Giappone            | Sonic Stage                            | [ 42 ] |
| 22 settembre 2015 | Highlight 2015 Tour (con Community 54)       | San Francisco     | Stati Uniti         | Nourse Theatre                         | [ 43 ] |
| 24 settembre 2015 | Highlight 2015 Tour (con Community 54)       | Houston           | Stati Uniti         | House of Blues                         | [ 43 ] |
| 26 settembre 2015 | Highlight 2015 Tour (con Community 54)       | Atlanta           | Stati Uniti         | Center Stage                           | [ 43 ] |
| 27 settembre 2015 | Highlight 2015 Tour (con Community 54)       | Toronto           | Canada              | Phoenix Concert Theatre                | [ 43 ] |
| 11 ottobre 2015   | Asia Song Festival                           | Pusan             | Corea del Sud       | Busan Asiad Stadium                    | [ 44 ] |
| 6 febbraio 2016   | K-pop Festival 2016                          | Sapporo           | Giappone            | Zepp Sapporo                           | [ 45 ] |
| 25 marzo 2016     | Kcon 2016                                    | Abu Dhabi         | Emirati Arabi Uniti | Abu Dhabi du Arena                     | [ 46 ] |
| 2 giugno 2016     | Kcon 2016                                    | Parigi            | Francia             | AccorHotels Arena                      | [ 47 ] |
| 14 giugno 2016    | AJ FES BB <Double Bee> Special Live in Japan | Tokyo             | Giappone            | Tokyo International Forum Hall A       | [ 48 ] |
| 25 giugno 2016    | Kcon 2016                                    | New York          | Stati Uniti         | Prudential Center                      | [ 49 ] |
| 31 luglio 2016    | Kcon 2016                                    | Los Angeles       | Stati Uniti         | Staples Center                         | [ 50 ] |
| 28 agosto 2016    | A-Nation                                     | Tokyo             | Giappone            | Tokyo Stadium                          | [ 51 ] |
| 17 marzo 2017     | Kcon 2017                                    | Città del Messico | Messico             | Mexico City Arena                      | [ 52 ] |
| 4 agosto 2017     | Music Bank World Tour                        | Singapore         | Singapore           | Suntec Convention Centre               | [ 53 ] |
| 2 settembre 2017  | Seo Taiji 25th Anniversary Concert           | Seul              | Corea del Sud       | Stadio olimpico                        | [ 54 ] |
| 22 giugno 2018    | Lotte Duty Free Family Concert               | Seul              | Corea del Sud       | Jamsil Sports Complex                  | [ 55 ] |
| 7 luglio 2018     | SBS Super Concert                            | Taipei            | Taiwan              | Taipei Nangang Exhibition Center       | [ 56 ] |
| 28 aprile 2019    | SBS Super Concert                            | Gwangju           | Corea del Sud       | Gwangju World Cup Stadium              | [ 57 ] |
| 15 maggio 2019    | Good Morning America Summer Concert          | New York          | Stati Uniti         | Central Park                           | [ 58 ] |
| 6 luglio 2019     | Music Day                                    | Osaka             | Giappone            | Stadio Nagai                           | [ 59 ] |
| 11 agosto 2019    | Lotte Duty Free Family Concert               | Seul              | Corea del Sud       | Olympic Gymnastics Arena               | [ 60 ] |
| 27 settembre 2020 | Lotte Duty Free Family Concert               | N.D.              | Corea del Sud       | N.D.                                   | [ 61 ] |
| 31 dicembre 2020  | 2021 New Year's Eve Live                     | Goyang            | Corea del Sud       | KINTEX                                 | [ 62 ] |
| 12 marzo 2021     | Music on a Mission                           | Seul              | Corea del Sud       | Grand Peace Hall, Kyung Hee University | [ 63 ] |
| 16 maggio 2021    | Lotte Duty Free Family Concert               | N.D.              | Corea del Sud       | N.D.                                   | [ 64 ] |
| 28 maggio 2021    | Good Morning America Summer Concert          | N.D.              | Corea del Sud       | N.D.                                   | [ 65 ] |
| 26 settembre 2021 | Global Citizen Live                          | Seul              | Corea del Sud       | Namdaemun                              | [ 66 ] |

## Cerimonie di premiazione ed eventi
| Data              | Evento                                           | Città       | Paese         | Luogo                           | Canzone/i | Note            |
| ----------------- | ------------------------------------------------ | ----------- | ------------- | ------------------------------- | --- | --------------- |
| 14 novembre 2013  | Melon Music Award                                | Seul        | Corea del Sud | Olympic Gymnastics Arena        | No More Dream, Attack on Bangtan+Nice to Meet You (con i Baechigi)                                                                                     | [ 67 ]          |
| 29 dicembre 2013  | SBS Gayo Daejeon                                 | Goyang      | Corea del Sud | KINTEX                          | Intro+No More Dream | [ 68 ]          |
| 31 dicembre 2013  | MBC Gayo Daejejeon                               | Goyang      | Corea del Sud | MBC Dream Center                | Rise Up/School Anthem, Warrior's Descendant, No More Dream                                                                                             | [ 69 ]          |
| 16 gennaio 2014   | Golden Disc Award                                | Seul        | Corea del Sud | Università Kyung Hee            | No More Dream | [ 70 ]          |
| 23 gennaio 2014   | Seoul Music Award                                | Seul        | Corea del Sud | Jamsil Arena                    | N.O, No More Dream | [ 71 ]          |
| 3 dicembre 2014   | Mnet Asian Music Award                           | Hong Kong   | Hong Kong     | AsiaWorld–Arena                 | Fight of the Century (con i Block B): RM, Danger, Let's Get It Started                                                                                 | [ 72 ] [ 73 ]   |
| 26 dicembre 2014  | KBS Gayo Daechukje                               | Seul        | Corea del Sud | KBS Public Hall                 | Must Have Love (con tutti gli artisti), Danger, Stupid in Love (RM con Soyou), Tricky, Happy (con VIXX e 2PM)                                          | [ 74 ]          |
| 31 dicembre 2014  | MBC Gayo Daejejeon                               | Seul        | Corea del Sud | Sangam MBC Building             | Danger, We Are the Future+Turn Around and Look at Me (con i Boyfriend)                                                                                 | [ 75 ]          |
| 15 gennaio 2015   | Golden Disc Award                                | Pechino     | Cina          | MasterCard Center               | Intro: Skool Luv Affair, Boy in Luv, Danger | [ 76 ]          |
| 22 gennaio 2015   | Seoul Music Award                                | Seul        | Corea del Sud | Olympic Gymnastics Arena        | Boy in Luv | [ 77 ]          |
| 28 gennaio 2015   | Gaon Chart Music Award                           | Seul        | Corea del Sud | Olympic Gymnastics Arena        | Intro: What Am I To You, Danger | [ 78 ]          |
| 7 novembre 2015   | Melon Music Award                                | Seul        | Corea del Sud | Olympic Gymnastics Arena        | I Need U | [ 79 ]          |
| 2 dicembre 2015   | Mnet Asian Music Award                           | Hong Kong   | Hong Kong     | AsiaWorld–Arena                 | Run | [ 80 ]          |
| 30 dicembre 2015  | KBS Gayo Daechukje                               | Seul        | Corea del Sud | Gocheok Sky Dome                | Yanghwa Bridge (Jungkook con Zion.T), Butterfly, Dope, Run, Hypest Hype, We Run The World (con i Got7 e VIXX)                                          | [ 81 ]          |
| 31 dicembre 2015  | MBC Gayo Daejejeon                               | Goyang      | Corea del Sud | MBC Dream Center Studio 6       | I Need U, Run, Perfect Man, To You (con tutti gli artisti)                                                                                             | [ 82 ]          |
| 14 gennaio 2016   | Seoul Music Award                                | Seul        | Corea del Sud | Olympic Gymnastics Arena        | Run, Dope, Buckubucku (RM con gli MFBTY) | [ 83 ]          |
| 21 gennaio 2016   | Golden Disc Award                                | Seul        | Corea del Sud | Università Kyung Hee            | I Need U, Dope | [ 84 ]          |
| 17 febbraio 2016  | Gaon Chart Music Award                           | Seul        | Corea del Sud | Olympic Hall                    | I Need U, Dope | [ 85 ]          |
| 16 novembre 2016  | Asia Artist Award                                | Seul        | Corea del Sud | Università Kyung Hee            | Blood Sweat & Tears, Fire | [ 86 ]          |
| 19 novembre 2016  | Melon Music Award                                | Seul        | Corea del Sud | Gocheok Sky Dome                | Blood Sweat & Tears, Fire | [ 87 ]          |
| 2 dicembre 2016   | Mnet Asian Music Award                           | Hong Kong   | Hong Kong     | AsiaWorld–Arena                 | Boy Meets Evil (J-Hope e Jimin), Blood Sweat & Tears, Fire                                                                                             | [ 88 ]          |
| 26 dicembre 2016  | SBS Gayo Daejeon                                 | Seul        | Corea del Sud | COEX                            | In the Name of Love+Pin-Up Girl (Jimin con altri artisti), Blood Sweat & Tears, Fire                                                                   | [ 89 ]          |
| 29 dicembre 2016  | KBS Gayo Daechukje                               | Seul        | Corea del Sud | KBS Hall                        | Classroom Ideology, Lie (Jimin), Unknown Song (Jimin e Taemin), A Flying Butterfly (Jungkook con gli artisti nati nel 1997), Blood Sweat & Tears, Fire | [ 90 ]          |
| 31 dicembre 2016  | MBC Gayo Daejejeon                               | Goyang      | Corea del Sud | MBC Dream Center Public Hall    | Rainism, As I Told You, Blood Sweat & Tears, Fire, To You (con tutti gli artisti)                                                                      | [ 91 ]          |
| 14 gennaio 2017   | Golden Disc Award                                | Goyang      | Corea del Sud | KINTEX                          | Without a Heart, BTS Chronicle (medley di No More Dream, Boy in Luv, War of Hormone, Dope, I Need U e Blood Sweat & Tears), Fire                       | [ 92 ]          |
| 19 gennaio 2017   | Seoul Music Award                                | Seul        | Corea del Sud | Jamsil Arena                    | Boy Meets Evil (J-Hope), Blood Sweat & Tears, Fire | [ 93 ]          |
| 22 febbraio 2017  | Gaon Chart Music Award                           | Seul        | Corea del Sud | Jamsil Arena                    | Save Me, Blood Sweat & Tears | [ 94 ]          |
| 1 novembre 2017   | Pyeongchang Olympics G-100 Concert               | Seul        | Corea del Sud | Piazza Gwanghwamun              | DNA, Fire | [ 95 ]          |
| 17 novembre 2017  | American Music Award                             | Los Angeles | Stati Uniti   | Microsoft Teather               | DNA | [ 96 ]          |
| 1 dicembre 2017   | Mnet Asian Music Award                           | Hong Kong   | Hong Kong     | AsiaWorld–Arena                 | Intro+Not Today, DNA, Cypher Pt. 4, Mic Drop (Steve Aoki Remix)                                                                                        | [ 97 ]          |
| 2 dicembre 2017   | Melon Music Award                                | Seul        | Corea del Sud | Gocheok Sky Dome                | Intro+DNA, You Never Walk Alone, Spring Day | [ 98 ]          |
| 22 dicembre 2017  | Music Station Super Live                         | N.D.        | Giappone      | Gocheok Sky Dome                | DNA (Japanese ver.) | [ 99 ]          |
| 25 dicembre 2017  | SBS Gayo Daejeon                                 | Seul        | Corea del Sud | Gocheok Sky Dome                | Mic Drop, DNA, Not Today | [ 100 ]         |
| 29 dicembre 2017  | KBS Gayo Daechukje                               | Seul        | Corea del Sud | KBS Hall                        | Intro+Spring Day, Lost, Cypher Pt. 4, DNA, Not Today                                                                                                   | [ 101 ]         |
| 31 dicembre 2017  | MBC Gayo Daejejeon                               | Goyang      | Corea del Sud | MBC Dream Center Public Hall    | Entertainer (con tutti gli artisti), Go Go, Mic Drop                                                                                                   | [ 102 ]         |
| 31 dicembre 2017  | Dick Clark's New Year's Rockin' Eve              | N.D.        | Stati Uniti   | N.D.                            | Mic Drop, DNA | [ 103 ]         |
| 10 gennaio 2018   | Golden Disc Award                                | Goyang      | Corea del Sud | KINTEX                          | Outro: Her, Spring Day | [ 104 ]         |
| 11 gennaio 2018   | Golden Disc Award                                | Goyang      | Corea del Sud | KINTEX                          | Intro+DNA, Not Today | [ 105 ]         |
| 25 gennaio 2018   | Seoul Music Award                                | Seul        | Corea del Sud | Gocheok Sky Dome                | Intro+Mic Drop, DNA | [ 106 ]         |
| 20 maggio 2018    | Billboard Music Awards                           | Las Vegas   | Stati Uniti   | MGM Grand Garden Arena          | Fake Love | [ 107 ]         |
| 30 agosto 2018    | Soribada Best K-Music Award                      | Seul        | Corea del Sud | Olympic Gymnastics Arena        | Idol | [ 108 ]         |
| 14 ottobre 2018   | Korea-France Friendship Concert                  | Parigi      | Francia       | Le 13ème art                    | DNA, Idol | [ 109 ]         |
| 6 novembre 2018   | MBC Plus X Genie Music Award                     | Incheon     | Corea del Sud | Namdong Gymnasium               | We Don't Talk Anymore (Jungkook con Charlie Puth), Fake Love, Save Me, I'm Fine, Idol                                                                  | [ 110 ]         |
| 28 novembre 2018  | Asia Artist Award                                | Incheon     | Corea del Sud | Namdong Gymnasium               | Fake Love, Idol | [ 111 ]         |
| 1 dicembre 2018   | Melon Music Award                                | Seul        | Corea del Sud | Gocheok Sky Dome                | Fake Love, Airplane pt. 2, Idol | [ 112 ]         |
| 12 dicembre 2018  | Mnet Asian Music Award                           | Saitama     | Giappone      | Saitama Super Arena             | Fake Love, Anpanman | [ 113 ]         |
| 14 dicembre 2018  | Mnet Asian Music Award                           | Hong Kong   | Hong Kong     | AsiaWorld–Arena                 | Airplane pt. 2, O!RUL82? LY Remix, Idol | [ 114 ]         |
| 25 dicembre 2018  | SBS Gayo Daejeon                                 | Seul        | Corea del Sud | Gocheok Sky Dome                | No More Dream, Boy in Luv, Dope, Fire, DNA, Idol | [ 115 ]         |
| 28 dicembre 2018  | KBS Gayo Daechukje                               | Seul        | Corea del Sud | KBS Hall                        | Just Dance (J-Hope), Euphoria (Jungkook), Serendipity (Jimin), Love (RM), Singularity (V), Seesaw (Suga), Epiphany (Jin), Fake Love                    | [ 116 ]         |
| 31 dicembre 2018  | MBC Gayo Daejejeon                               | Goyang      | Corea del Sud | MBC Dream Center Public Hall    | Mic Drop (Steve Aoki Remix), Idol | [ 117 ]         |
| 6 gennaio 2019    | Golden Disc Award                                | Seul        | Corea del Sud | Gocheok Sky Dome                | Fake Love, Idol | [ 118 ]         |
| 15 gennaio 2019   | Seoul Music Award                                | Seul        | Corea del Sud | Gocheok Sky Dome                | Fake Love, Idol | [ 119 ]         |
| 1 maggio 2019     | Billboard Music Award                            | Las Vegas   | Stati Uniti   | MGM Grand Garden Arena          | Boy with Luv | [ 120 ]         |
| 30 novembre 2019  | Melon Music Award                                | Seul        | Corea del Sud | Gocheok Sky Dome                | Intro: Persona, Boy in Luv, Boy with Luv, Mikrokosmos, Dionysus                                                                                        | [ 121 ]         |
| 4 dicembre 2019   | Mnet Asian Music Award                           | Nagoya      | Giappone      | Nagoya Dome                     | N.O, We Are Bulletproof Pt. 2, Boy with Luv, Mikrokosmos, Dionysus                                                                                     | [ 122 ]         |
| 4 dicembre 2019   | FNS Music Festival                               | Chiba       | Giappone      | N.D.                            | Fake Love (Japanese ver.), Boy with Luv (Japanese ver.)                                                                                                | [ 123 ]         |
| 6 dicembre 2019   | iHeart Radio Jingle Ball Tour                    | Los Angeles | Stati Uniti   | The Forum                       | Mic Drop, Make It Right, Boy with Luv | [ 124 ]         |
| 25 dicembre 2019  | SBS Gayo Daejeon                                 | Seul        | Corea del Sud | Gocheok Sky Dome                | Oh Holy Night, Jingle Bell Rock, Santa Claus Is Coming to Town, Feliz Navidad, Silent Night Holy Night, Boy with Luv, Dionysus, Mikrokosmos            | [ 125 ]         |
| 27 dicembre 2019  | KBS Gayo Daechukje                               | Goyang      | Corea del Sud | KINTEX                          | Go Go, Home, Boy with Luv, Mikrokosmos, Dionysus, The Earth Traveler (con tutti gli artisti)                                                           | [ 126 ]         |
| 31 dicembre 2019  | Dick Clark's New Year's Rockin' Eve              | New York    | Stati Uniti   | Times Square                    | Make It Right, Boy with Luv | [ 127 ]         |
| 5 gennaio 2020    | Golden Disc Award                                | Seul        | Corea del Sud | Gocheok Sky Dome                | Boy with Luv, Skool Luv Affair, Dimple, Mikrokosmos, Dionysus                                                                                          | [ 128 ]         |
| 26 gennaio 2020   | Grammy Award                                     | Los Angeles | Stati Uniti   | Staples Center                  | Old Town Road (Seoul Town Road Remix) | [ 129 ]         |
| 7 giugno 2020     | Dear Class of 2020                               | Seul        | Corea del Sud | Museo nazionale                 | Boy with Luv, Spring Day, Mikrokosmos | [ 130 ]         |
| 26 agosto 2020    | FNS Music Festival Summer                        | N.D.        | Corea del Sud | N.D.                            | Stay Gold, Mic Drop | [ 131 ]         |
| 30 agosto 2020    | MTV Video Music Awards                           | N.D.        | Corea del Sud | N.D.                            | Dynamite | [ 132 ]         |
| 3 settembre 2020  | Press Play At Home                               | N.D.        | Corea del Sud | N.D.                            | Dynamite | [ 133 ]         |
| 19 settembre 2020 | iHeartRadio Music Festival                       | N.D.        | Corea del Sud | N.D.                            | Dynamite, Make It Right, Spring Day, Boy with Luv | [ 134 ]         |
| 21 settembre 2020 | Tiny Desk Concert                                | Seul        | Corea del Sud | Vinyl & Plastic by Hyundai Card | Dynamite, Save Me, Spring Day | [ 135 ]         |
| 24 settembre 2020 | Collection:live From the Grammy Museum           | Seul        | Corea del Sud | Hyundai Card Understage         | Dynamite | [ 136 ]         |
| 29 settembre 2020 | The Tonight Show Starring Jimmy Fallon: BTS Week | Seul        | Corea del Sud | Gyeongbokgung                   | Idol | [ 137 ]         |
| 30 settembre 2020 | The Tonight Show Starring Jimmy Fallon: BTS Week | N.D.        | Corea del Sud | N.D.                            | Home | [ 137 ]         |
| 1º ottobre 2020   | The Tonight Show Starring Jimmy Fallon: BTS Week | N.D.        | Corea del Sud | N.D.                            | Black Swan | [ 137 ]         |
| 2 ottobre 2020    | The Tonight Show Starring Jimmy Fallon: BTS Week | Seul        | Corea del Sud | Gyeongbokgung                   | Mikrokosmos | [ 137 ]         |
| 3 ottobre 2020    | The Tonight Show Starring Jimmy Fallon: BTS Week | N.D.        | Corea del Sud | N.D.                            | Dynamite | [ 137 ]         |
| 14 ottobre 2020   | Billboard Music Awards                           | Incheon     | Corea del Sud | Aeroporto di Incheon            | Dynamite | [ 138 ]         |
| 22 novembre 2020  | American Music Awards                            | Seul        | Corea del Sud | Stadio olimpico                 | Life Goes On, Dynamite | [ 139 ]         |
| 2 dicembre 2020   | FNS Music Festival                               | N.D.        | Corea del Sud | N.D.                            | Dynamite | [ 140 ]         |
| 5 dicembre 2020   | Melon Music Award                                | N.D.        | Corea del Sud | N.D.                            | Black Swan, On, Life Goes On, Dynamite | [ 141 ]         |
| 6 dicembre 2020   | Mnet Asian Music Award                           | Seul        | Corea del Sud | Seoul World Cup Stadium         | On, Dynamite, Life Goes On | [ 142 ]         |
| 12 dicembre 2020  | The Fact Music Award                             | Incheon     | Corea del Sud | Paradise City Studio            | Dynamite, Life Goes On | [ 143 ]         |
| 18 dicembre 2020  | KBS Gayo Daechukje                               | Seul        | Corea del Sud | KBS Hall                        | I Need U, Dynamite, Life Goes On, Highway Romance (con tutti gli artisti)                                                                              | [ 144 ] [ 145 ] |
| 25 dicembre 2020  | SBS Gayo Daejeon                                 | Taegu       | Corea del Sud | N.D.                            | Black Swan, Life Goes On, Dynamite | [ 146 ]         |
| 30 dicembre 2020  | Japan Record Award                               | N.D.        | Corea del Sud | N.D.                            | Dynamite, Life Goes On | [ 147 ]         |
| 10 gennaio 2021   | Golden Disc Award                                | Goyang      | Corea del Sud | KINTEX                          | Black Swan, On, Life Goes On, Dynamite (Slow Jam Remix)                                                                                                | [ 148 ]         |
| 14 marzo 2021     | Grammy Award                                     | Seul        | Corea del Sud | Yoido                           | Dynamite | [ 149 ]         |
| 23 maggio 2021    | Billboard Music Awards                           | Seul        | Corea del Sud | N.D.                            | Butter | [ 150 ]         |
| 14 luglio 2021    | FNS Music Festival                               | N.D.        | Corea del Sud | N.D.                            | Butter | [ 151 ]         |
| 20 settembre 2021 | Assemblea generale delle Nazioni Unite           | New York    | Stati Uniti   | Palazzo di vetro                | Permission to Dance | [ 152 ]         |
| 2 ottobre 2021    | The Fact Music Award                             | Incheon     | Corea del Sud | Paradise City Hotel Plaza       | Boy with Luv, Butter, Permission to Dance | [ 153 ] [ 154 ] |
| 21 novembre 2021  | American Music Awards                            | Los Angeles | Stati Uniti   | Microsoft Teather               | My Universe (con i Coldplay), Butter | [ 155 ]         |
| 3 dicembre 2021   | iHeart Radio Jingle Ball Tour                    | Los Angeles | Stati Uniti   | The Forum                       | Butter, Dynamite (Holiday Remix) | [ 156 ]         |
| 3 aprile 2022     | Grammy Award                                     | Las Vegas   | Stati Uniti   | MGM Grand Garden Arena          | Butter | [ 157 ]         |
| 8 ottobre 2022    | The Fact Music Award                             | Seul        | Corea del Sud | KSPO Dome                       | Yet to Come, For Youth | [ 158 ]         |

## Annotazioni
1. 1 2  Conteggio totale di tutte le date dell'evento.
2. ↑  Il concerto è stato trasmesso anche in diretta streaming a pagamento, portando il totale degli spettatori che vi hanno assistito a 258 000.[21]
3. 1 2 3  Il concerto si è svolto senza pubblico in presenza, venendo trasmesso esclusivamente in streaming. Le presenze riportate rappresentano il numero di spettatori paganti che si sono collegati alla diretta.